# Selenocosmia peerboomi
Selenocosmia peerboomi é uma espécie de aranha pertencente à família Theraphosidae (tarântulas).